# Рождественська Ольга Сергіївна
Ольга Сергіївна Рождественська (нар. 2 серпня 1969, Саратов, СРСР) — радянська і російська співачка, в дитинстві стала знаменитою завдяки закадровому виконанню пісень радянських кінофільмів («Про Червону Шапочку» та ін.) і мультфільмів («Дівчинка і дельфін»). Дочка співачки Жанни Рождественської.

## Життєпис
Ольга Рождественська народилася в Саратові в родині співачки Жанни Рождественської та барабанщика Сергія Петровича Акімова.
Батьки познайомилися під час навчання в Саратовському музичному училищі, одружилися, але розлучилися незабаром після народження дочки.
З батьком Ольга побачилася лише одного разу, коли їй було 14, і з тих пір не знає, як склалася його доля.
У 1975 році мати переїхала до Москви і Ольга деякий час жила у бабусі з дідусем у Ртищево, але незабаром повернулась до матері.
Дебютувала в 1977 році з «Пісенька Червоної Шапочки» («Якщо довго-довго-довг…») у фільмі «Про Червону Шапочку» (режисер Леонід Нечаєв), яка відтепер стає її «візитною карткою». Після цього протягом декількох років Оля регулярно виконує пісні для кіно і мультфільмів, записує пісні на пластинках, про неї знімають телепередачі.
Вже з 8 років вона самостійно виступає на концертах, об'їздивши всю країну з гастролями (в тому числі спільно з Михайлом Боярським та Іриною Понаровською).
У 1978 році разом з матір'ю бере участь у записі сучасної опери «Зірка і смерть Хоакіна Мурєти» Олексія Рибникова (партія дівчинки-чилійки), а наступного року в записі платівки іншої знаменитої рок-опери Рибникова — «Юнона і Авось».
У 1979 році Оля знялася в головній ролі в музичному телефільмі " Я вигадую пісню " (музика Полад Бюль-Бюль огли), який так і залишився її єдиним досвідом кіноактриси.
Останньою роботою в дитячому віці в кіно у Олі став фільм «Пригоди Петрова і Васєчкіна, звичайні й неймовірні», коли їй було 14 років. У тому ж 1983 році планувалася участь у фільмі « Пеппі Довгапанчоха»: композитор Володимир Дашкевич наполягав на виконанні всіх композицій Ольгою. Вони були з успіхом записані, але режисер фільму Маргарита Мікаелян обрала іншу виконавицю.
Ольга Рождественська закінчила московську музичну школу № 58 імені Глінки по класу фортепіано.
Після закінчення школи в 1986 році Ольга вступила до Гнесінського училища, а в 1988 році одружилась із музикантом Аркадієм Мартиненком (на той час клавішника гурту Мегаполіс, а раніше працював із Жанною Рождественською в проекті Едуарда Артем'єва «Тепло Землі»). У тому ж році у них народився син, і Ользі довелося кинути навчання, що, втім, не завадило їй продовжити кар'єру професійної співачки.
З 1998 року вона співпрацює з електронним проектом Moscow Grooves Institute, створеним у 1995 році її чоловіком Аркадієм Мартиненком (Марто) та Борисом Назаровим. Дебютом їх спільної роботи стала обробка старовинного романсу «Хризантеми».
У 2003 році на неї був знятий кліп (режисер Ілля Смолін, оператор Влад Опельянц), який ротувався на MTV та інших музичних телеканалах Росії, України та Білорусі. У 2002 році разом з Жанною Рождественською брала участь у записі нової версії рок-опери "Юнона та Авось".
Дуже багато популярних рекламних роликів були озвучені Ольгою Рождественською. Вона стояла біля витоків рекламного озвучування. Перший ролик був виконаний нею в 1994 році. У рекламному ролику «Чай» Ліптон «- знак доброго смаку» Ольга заспівала дуетом разом зі співаком Валерієм Панковим. Знаменитий рекламний ролик шоколаду Фрут енд нат, який був озвучений Мадонною, переозвучила Рождественська російською мовою. Так само знаменита супермодель Летиція Каста заговорила російською мовою голосом Олі Рождественською в рекламі косметики Л'Ореаль (адже ви цього варті).
У 2009 році Ольга починає співпрацювати з композитором Олексієм Айгі. Вони записують разом пісню до кінофільму «Пістолет Страдіварі». Ця співпраця триває й донині.
У 2009 році Ольга Рождественська була оюнагороджена премією «Кіноватсоу» в номінації «Кінидинетство», а також Золотим Орденом за внесоу в культуру.
У жовтні 2015 року телеканал «Росія-1» показав серіал "Народжена зіркою . У ньому Ольга виконала декілька відомих композицій, озвучивши героїню актриси Ольги Сутулової — Ніку Уманську. Композиції прозвучали російською, угорською, французькою та англійською мовами.

## фільмографія

### Ролі в кіно (та виконувані в них пісні)
- 1979 — телефільм «Я вигадую пісню» (азерб. Mən mahnı bəstələyirəm Mən mahnı bəstələyirəm, к / с «Азербайджанфільм»): Я придумываю песню: Горы справа, горы слева (разом із Полад Бюль-Бюль оглы): Край любимый: Загадки (разом із дитячим хором): Меня принес аист: диалог внучки и бабушки (разом із Фірангіз Шарифовою)

### Виконання пісень за кадром
- 1977 — телефільм «Про Червону Шапочку»: Песня Красной Шапочки: Необитаемый остров: Песня о звёздах

- 1979 — кінофільм «В одне прекрасне дитинство»: Девочка на шаре

- 1979 — мультфільм «Дівчинка і дельфін»: Песня про дельфинов

- 1979 — кінофільм «Пригоди маленького тата»: Лучше папы друга нет

- 1981 — фільм «Куди він дінеться!»: Рики-Тики-Тави

- 1981 — телефільм «Проданий сміх»: Песня негритёнка: Песня Тима Талера

- 1982 — кінофільм «Там, на невідомих доріжках…»: Приходьте в гости к нам

- 1982 — телефільм «Чародії»: Говорят, а ты не верь: Снежинка

- 1983 — телефільм «Пригоди Петрова і Васєчкіна, звичайні й неймовірні»: Про красную мышь и зелёную лошадь

## Дискографія

### На грамплатівках фірми «Мелодія»
- 1978 — М52 40887-88 (7 "EP) Песни з к / ф «Про Червону Шапочку» (муз. Олексія Рибникова, слова Юлія Михайлова)

1. Песенка Красной Шапочки 

4. Необитаемый остров (совместно с Жанной Рождественской)
- 1978 — С62 10359-60 (7"EP) Песни «Крокодила»

3. То ли ещё будет (Едуард Ханок — Ігор Шаферан)
- 1978 — С60 11191-94 (2LP) Звезда и смерть Хоакина Мурьеты. Музичний спектакль (муз. Олексія Рибникова, Лібрето Павла Грушко).

Дівчинка- чилійка — Оля Рождественська
- 1979 — М52 41675-76 (7"EP) Звуковые страницы детского журнала «Колобок»

Книжкин дом (О. Рибников — Ю. Ентін) — Жанна та Оля Рождественські, Гаррі Бардін
- 1979 — М52 41767-68 (7"EP) Звуковые страницы детского журнала «Колобок»

Настоящий друг (Борис Савельєв — Михайло Пляцковський)
- 1979 — С50 12493-94 (LP) Я и мама. Пісні Б. Савельєва виконують Жанна та Оля Рождественські

1. Выйдет девочка из дома (Михайло Танич)
2. Я и мама (Овсій Дриз, переклад Генріха Сапгіра)
3. Алёна (Ежен Гільвік, переклад М. Кудінова)
4. Юла (О.Дриз, переклад Бориса Заходера)
5. Тишина (Ю. Корінец)
6. Настоящий друг (Михайло Пляцковський)
7. Вот бы стать мне, друзья (М. Пляцковский)
8. Слон (Алан Мілн, переклад Самуїла Маршака)
9. Если б я стал королём (А. Мілн, переклад С. Маршака)
10. Подарок (В. Данько)
11. Синица (Ш. Веєріша, переклад І. Мазніна)
12. Когда я вижу дочь свою (Ф. Іванов): Оля Рождественская (1, 2, 4, 6—11), Жанна Рождественская (1—3, 5, 8, 11, 12)

- 1980 — C62 13275-76 (7"EP) Песни Александры Пахмутовой

Добрая сказка (О. Пахмутова — М. Добронравов) — Жанна та Оля Рождественські: Ха-ха-ха-Хоттабыч! (вступна пісня)
- 1981 — C52 16281-82 (7"EP) Чудеса. Пісні Бориса Савельєва на вірші Юліана Тувіма

1. Песенка про пана Трулялинского
2. Пляска
3. Чудеса
4. Рыцарь
5. Трудный счёт
6. Письмо ко всем детям: Оля Рождественська, Володимир Винокур, інструмент. ансамбль

- 1981 — C50 16611-12 (LP) Происшествие в стране Мульти-Пульти
Музична казка Аркадія Хайта. Музика Бориса Савельєва та Олександра Флярковського.

Мульти-пульти — чудная страна (вступна пісня)
- 1982 — С60 18627-30 (2LP) Юнона и Авось 
 Опера (муз. Олексія Рибникова, лібрето Андрія Вознесенського). Запис 1979 року

Молящаяся девочка — Оля Рождественська

### На компакт-дисках
- 2002 — Юнона і Авось Рок-опера. Запис 2002 року (Columbia COL 510177 2)

Голос Богоматері — Ольга Рождественська
Молитва перша і друга (спільно з М. Караченцевим, Г. Трофімовим, Ж. Рождественською, ансамблем «Аракс» і хором): Арія Діви (спільно з Жанною Рождественською): Білий шипшина (спільно з Олександром Садо та Жанною Рождественською)

### З проектом Moscow Grooves Institute
- 2003 — «OLF — Les Chrysantemes» (CD-Maxi, Citadel Records)
- 2004 — «На заре» (CD, Citadel Records), включає відеокліп «На зорі»